# Valdas Vasiliauskas
Valdas Vasiliauskas (ur. 10 grudnia 1951 w Łoździejach) – litewski dziennikarz, publicysta, poseł na Sejm Republiki Litewskiej.

## Życiorys
W 1970 został absolwentem szkoły średniej, a w 1975 ukończył dziennikarstwo na Uniwersytecie Wileńskim. Od 1974 był związany z magazynem kulturalnym „Literatūra ir menas” w tym jako szef działu i sekretarz redakcji. Od 1985 do 1988 pracował w Ministerstwie Kultury, po czym powrócił do poprzedniego miejsca pracy. Na początku lat 90. redagował dział kultury gazety „Lietuvos aidas”, w 1992 założył i do 1996 był redaktorem naczelnym tygodnika „Veidas”. Później pracował w „Lietuvos rytas” (do 1998) i magazynie „Ekstra” (do 2007). W latach 2007–2012 pełnił funkcję redaktora naczelnego dziennika „Lietuvos žinios” i dyrektora generalnego spółki wydającej tę gazetę.
W 2012 zaangażował się w działalność polityczną w ramach nowego ugrupowania Droga Odwagi. Z jego ramienia w wyborów parlamentarnych w tym samym roku został wybrany do Sejmu Republiki Litewskiej. W 2014 przeszedł do frakcji partii Porządek i Sprawiedliwość, jednak opuścił ją w 2016.